# Tepango, Cuetzalan del Progreso
Tepango är en ort i Mexiko.   Den ligger i kommunen Cuetzalan del Progreso och delstaten Puebla, i den sydöstra delen av landet, 190 km öster om huvudstaden Mexico City. Tepango ligger 594 meter över havet och antalet invånare är 279.
Terrängen runt Tepango är huvudsakligen kuperad, men norrut är den platt. Runt Tepango är det ganska tätbefolkat, med 134 invånare per kvadratkilometer. Närmaste större samhälle är Ciudad de Cuetzalan, 9,8 km väster om Tepango. I omgivningarna runt Tepango växer i huvudsak städsegrön lövskog.